# Pena Trevinca
Pena Trevinca (em castelhano:  Peña Trevinca), é um pico da serra do Eixe, no maciço de Pena Trevinca, que faz fronteira entre as províncias de Ourense e Zamora. É o maior ponto de altitude do território da Galiza, pois atinge 2127 m de altitude, 881 m de proeminência topográfica, e 27,4 km de isolamento topográfico.